# Основні ліки

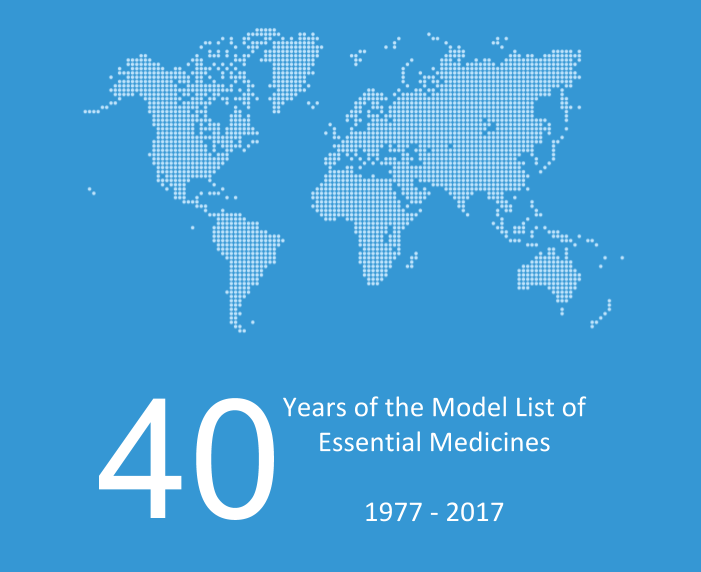
2017 року виповнюється 40 років з моменту складання першого переліку основних ліків

Основні ліки, офіційно основні лікарські засоби (англ. Essential medicines), за визначенням Всесвітньої організації охорони здоров'я (ВООЗ) — лікарські засоби, які «задовольняють пріоритетні потреби населення в галузі охорони здоров'я». Це ліки, до яких люди повинні завжди мати доступ у достатній кількості. Їхні ціни мають бути на загальнодоступних рівнях.
ВООЗ опублікувала приблизний перелік основних лікарських засобів. Кожній країні рекомендується складати власні списки з урахуванням місцевих коштів. Понад 150 країн опублікували офіційний список основних лікарських засобів. Цей список основних ліків дозволяє органам охорони здоров'я, особливо в країнах, що розвиваються, оптимізувати фармацевтичні ресурси. Список ВООЗ містить основний та додатковий список.
В основному списку перераховуються найефективніші та найбезпечніші ліки для населення країни. Враховується і те, які алергії та які хвороби поширені у людей цієї країни.
Визначення поняття «основні лікарські засоби» змінилося з часом. Початкове визначення ВООЗ 1977 року полягало в тому, що вони були ліками «першої важливості, базовими, незамінними та необхідними для потреб населення в галузі охорони здоров'я». У 2002 визначення було змінено на: «До основних ліків відносяться ті, які задовольняють пріоритетні потреби населення у сфері охорони здоров'я». Це й залишається поточним визначенням на 2019 рік.
Приблизний перелік ВООЗ основних лікарських засобів оновлюється кожні два роки, починаючи з 1977 р. Поточна 20-та версія була опублікована у березні та доповнена у серпні 2017 року. Кількість ліків у переліку майже подвоїлася з першого видання: з 208 в 1977 році до більш ніж 400 на 2019 рік.
Асортимент ліків збільшився за останні роки і тепер включає препарати проти мігрені та пухлин.
З 2007 року публікується також «Приблизний перелік ВООЗ основних лікарських засобів для дітей». Перше видання містило 450 складів 200 різних ліків. Третій список для дітей, опублікований в 2011 містить 269 ліків. У 2019 році було опубліковано 7-ме видання Переліку для дітей. Список для дітей був створений для забезпечення потреб дітей, такі як наявність належних фармацевтичних рецептур.
Лікарські засоби вибираються як основні на основі того, наскільки поширене те чи інше захворювання, наявності доказів користі, ступеня побічних ефектів та вартості порівняно з іншими варіантами. Економічна ефективність є предметом суперечок між виробниками (фармацевтичними компаніями) та покупцями ліків (національними службами охорони здоров'я). Передбачається, що доступ до основних ліків може врятувати 10 мільйонів людей на рік.
Доступ до основних ліків є частиною цілей у сфері сталого розвитку, зокрема, мети 3.8. Ряд організацій, які мають глобальне охоплення, використовують цей список, щоб визначити, які ліки вони поставлятимуть.